# Es blasen die Trompeten
Es blasen die Trompeten è un film muto del 1926 diretto da Carl Boese.

## Produzione
Il film fu prodotto dalla Terra-Filmkunst.

## Distribuzione
Distribuito dalla Terra-Filmverleih, in Germania ottenne il visto di censura il 15 settembre 1926.